# Melcarte
Melcarte (também conhecido pelas transliterações Melqart, Melkart, Melkarth ou Melgart, do fenício Milk-Qart, "Rei da Cidade"; em acádio: Milqartu) era o deus tutelar da cidade fenícia de Tiro, assim como Eshmun protegia Sídon. O nome resulta da compressão da expressão fenícia melk qart 'rei da cidade'.  Melqart era frequentemente designado de Ba‘al, Senhor de Tiro.
Os escritores gregos o chamavam de Héracles tírio,[carece de fontes?] identificando-o, não com o filho de Alcmena, mas com o Héracles dos dáctilos.
Segundo o escritor fenício Sanconíaton, traduzido do fenício por Filo de Biblos e preservado por Eusébio de Cesareia, Melcarte (Melicarthus), chamado de Héracles, era filho de Demarous (chamado de Zeus), e este era filho de Urano com uma concubina, que foi dada, grávida, como esposa a Dagon por Cronos, quando este estava lutando contra seu pai.